# Eugène Olivier

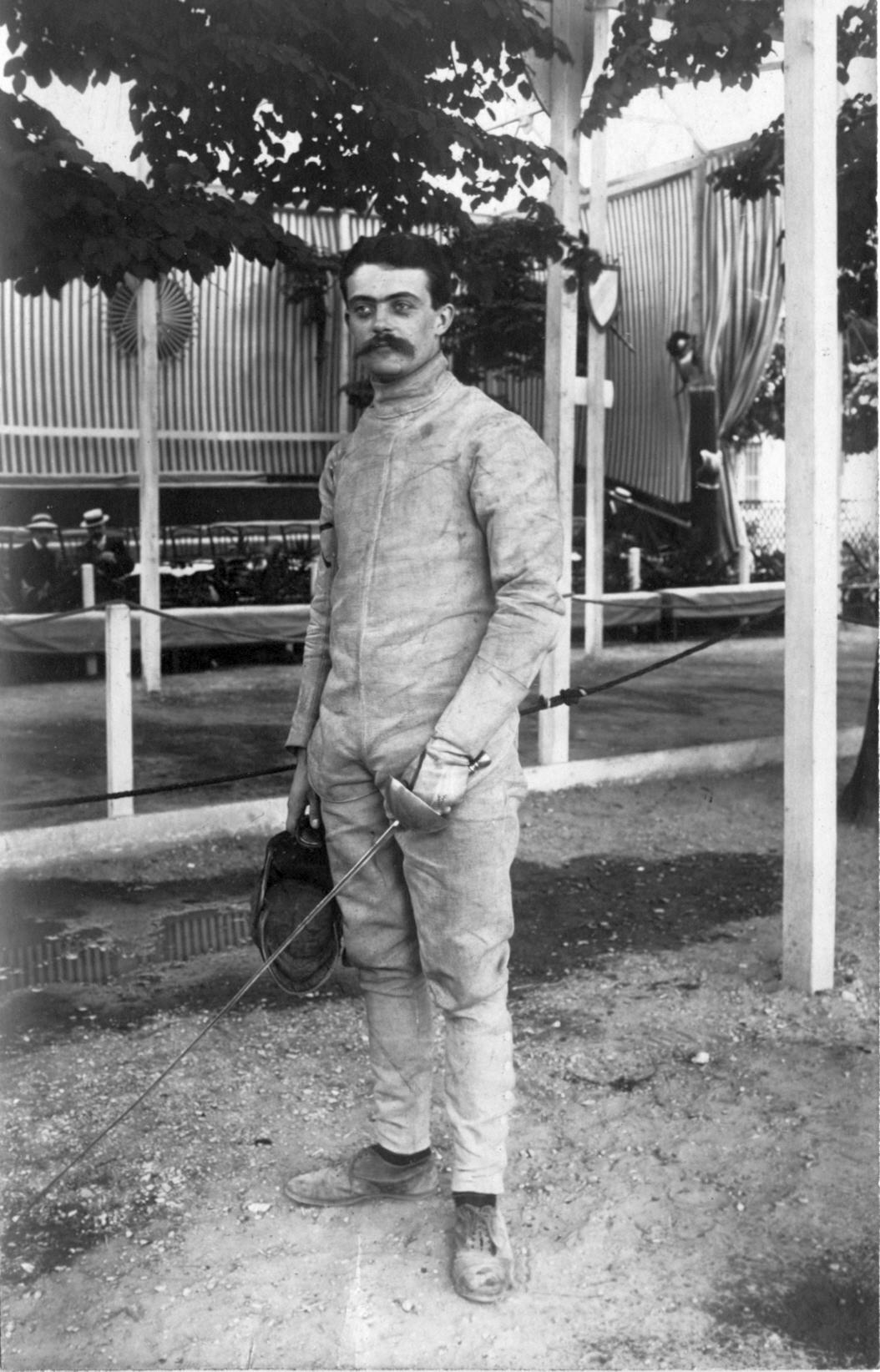
Fotografía de Eugene

Eugène Victor Olivier (París, 17 de septiembre de 1881-París, 5 de mayo de 1964) fue un deportista francés que compitió en esgrima, especialista en la modalidad de espada. Participó en los Juegos Olímpicos de Londres 1908, obteniendo dos medallas, oro en la prueba por equipos y bronce en individual.
Fue médico y profesor de anatomía de la Facultad de Medicina de París.

## Palmarés internacional
| Juegos Olímpicos | Juegos Olímpicos      | Juegos Olímpicos  | Juegos Olímpicos   |
| Año              | Lugar                 | Medalla           | Prueba             |
| ---------------- | --------------------- | ----------------- | ------------------ |
| 1908             | Londres (Reino Unido) | Medalla de oro    | Espada por equipos |
| 1908             | Londres (Reino Unido) | Medalla de bronce | Espada individual  |